# Asea
Asea (in greco antico: Ἀσέα?) era una polis dell'antica Grecia ubicata in Arcadia.

## Storia
Secondo la mitologia greca, il fondatore eponimo della città fu Aseatas.
Strabone la menziona come la città nel cui territorio si trovava l'origine dei fiumi Alfeo ed Eurota, che scorrevano vicini l'uno all'altro.
Pausania dice che era una delle città appartenenti al territorio di Menalo che si riunirono per formare Megalopoli. Ai suoi tempi era in rovina, comprese le sue mura. Era situata a cinque stadi dalla fonte dell'Alfeo e dell'Eurota che gli scorreva accanto. Vicino ad Asea c'era il monte Boreo, dove esistevano i resti di un santuario dedicato a Atena Soteira e Poseidone, che, secondo la tradizione, fu eretto da Ulisse dopo il suo ritorno da Troia.
Si trovava su una collina vicino all'attuale città che conserva il suo stesso nome.